# Крупнобляшечный парапсориаз
Крупнобляшечный парапсориаз— хроническое воспалительное лимфопролиферативное заболевание кожи, проявляющееся бляшками и пятнами большого размера. Очень часто они покрыты мелкопластинчатыми чешуйками.

## Эпидемиология
Данное заболевание в детском возрасте встречается очень редко, в основном этой формой заболевают взрослые.

## Классификация
Выделяют следующие формы крупнобляшечного парапсориаза:
- пойкилодермический (поражаются крупные складки молочной железы, шеи, паха);
- сетевидный (проявляется равномерной крупной сеткой из темно-коричневых полос);
- ихтиозиформный (плоские гиперпигментированные бляшки);
- гипопигментный (бессимптомные гипопигментированные пятна)[1].

## Клиническая картина
Для крупнобляшечного парапсориаза характерно появление красноватых бляшек диаметром более 5 см, которые  часто сопровождаются сильным зудом и муковидным шелушением. Локализация: симметричные участки проксимальных отделов конечностей, боковые поверхности груди и живота, спина. Страдают в основном закрытые от солнца участки кожи.

## Дифференциальная диагностика
Дифференциальную диагностику проводят со следующими заболеваниями:
- Т-клеточная лимфома кожи;
- атопический дерматит;
- токсикодермия;
- себорейная экзема;
- микоз гладкой кожи[2].

## Диагностика
Диагноз ставится на основании клинической картины и результатах гистологического исследования биоптатов кожи. Гистологически выявляется: небольшой гиперкератоз с очаговым паракератозом, гиперплазия или атрофия эпидермиса, незначительный спонгиоз.

## Лечение
При лечении крупнобляшечного парапсориаза используют:
1. Глюкокортикостероидные препараты.
2. Иммуносупрессанты.
3. Эмоленты.
4. Физиотерапию.

## Примечание
1. 1 2  Федеральные клинические рекомендации. Дерматовенерология: Болезни кожи. Инфекции, передаваемые половым путем. — Деловой экспресс, 2015. — 768 с. — ISBN 978-5-89644-123-6.
2. ↑  А.А. Баранов. Федеральные клинические рекомендации по оказанию медицинской помощи детям
с парапсориазом // КЛИНИЧЕСКИЕ РЕКОМЕНДАЦИИ. — 2015.
3. ↑  КАТИНА М.А., ЛЕСНИЧАЯ О.В. Крупнобляшечный парапсориаз: клинико-гистологические параллели // КОЖНЫЕ И ВЕНЕРИЧЕСКИЕ БОЛЕЗНИ ВЕСТНИК ВИТЕБСКОГО ГОСУДАРСТВ. — 2020.